# Целинный район (Курганская область)

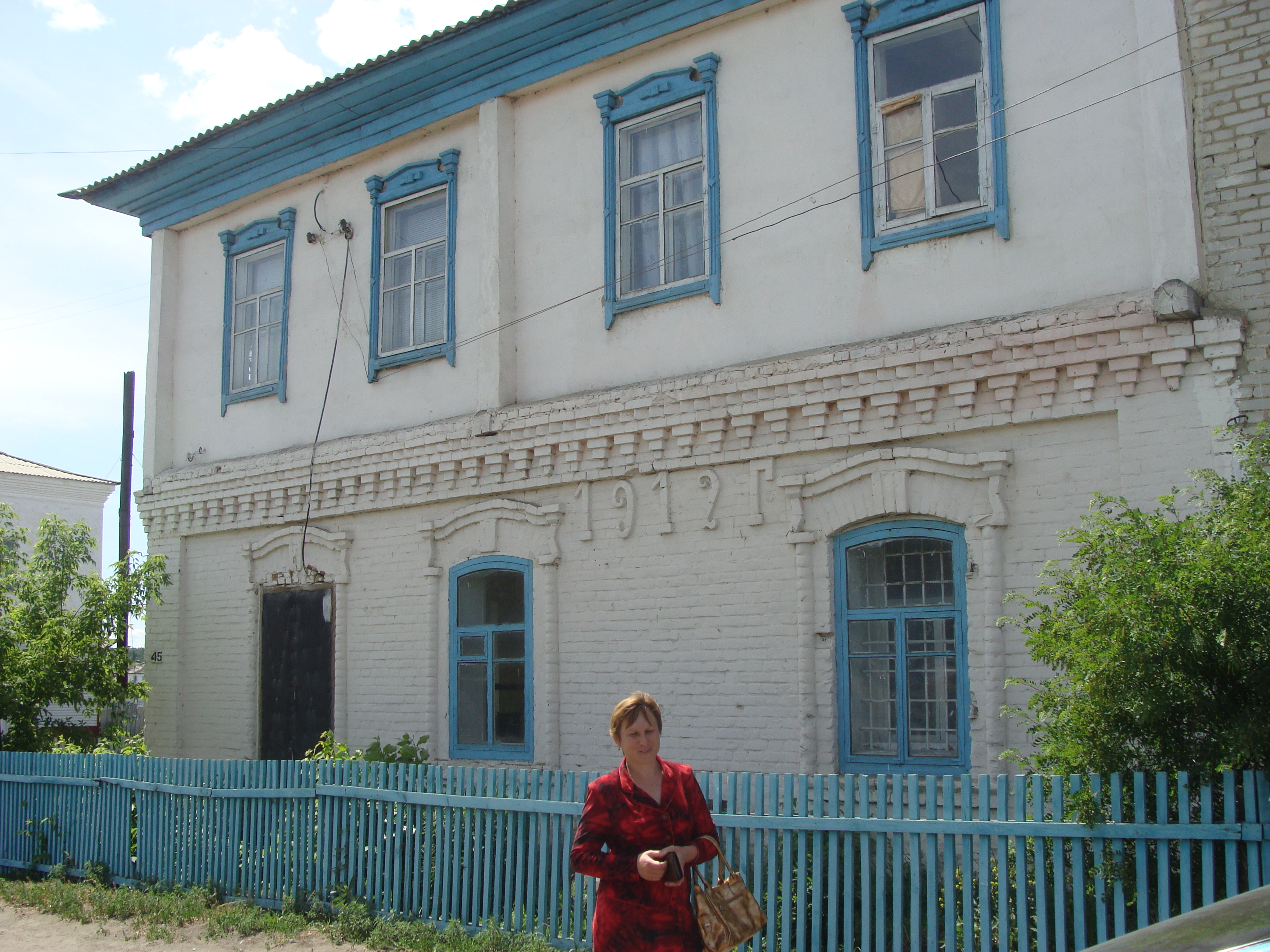
Здание в центре села Целинного Курганской области с выложенной кирпичами датой — 1912 г.

Цели́нный райо́н — административно-территориальная единица (район) в Курганской области России. В рамках организации местного самоуправления в границах района существует муниципальное образование Целинный муниципальный округ (с 2004 до 2021 гг. — муниципальный район).
Административный центр — село Целинное.

## География
Район расположен в южной части Курганской области и граничит с Костанайской областью Республики Казахстан, Челябинской областью, а также с Альменевским и Куртамышским районами области.

## История

### 1923—1962 годы
На основании постановления ВЦИК от 3 ноября 1923 года и Декрета ВЦИК от 12 ноября 1923 года в составе Челябинского округа Уральской области образован Усть-Уйский район с центром в станице (селе) Усть-Уйское из Косолаповской, Половинской и Усть-Уйской волостей Челябинского уезда Челябинской губернии. В состав района вошли 19 сельсоветов: Васькинский, Воздвиженский, Доновский, Доронькинский, Дубровинский, Дудинский, Дулинский, Заманилкинский (Заманиловский), Иванковский, Косолаповский, Кочердыкский, Луговской, Молоденовский, Новокочердыкский, Половинский, Трёхозёрский (Решетовский), Усть-Уйский, Фроловский, Чертовский.
В 1924—1925 годах упразднены Воздвиженский, Доронькинский, Дудинский, Молоденовский, Фроловский и Чертовский сельсоветы.
Постановлением Президиума Уралоблисполкома от 8 октября 1924 года Половинский сельсовет перечислен в Косулинский район.
Постановлением Президиума Уралоблисполкома от 31 декабря 1925 года образован Матвеевский сельсовет.
Постановлением Президиума Уралоблисполкома от 15 сентября 1926 года Доновский сельсовет перечислен в Звериноголовский район, Васькинский сельсовет перечислен в Кочердыкский район, из Кочердыкского района перечислен вновь созданный Рачеевский сельсовет.
Постановлением ВЦИК от 20 апреля 1930 года из упразднённого Долговского района перечислены Половинский, Сетовский и Становской сельсоветы; из упразднённого Кочердыкского района перечислены Васькиннский, Кислянский и Кременевский сельсоветы.
Постановлением ВЦИК от 17 января 1934 года район включён в состав вновь образованной Челябинской области.
С 1941 года Кочердыкский сельсовет значится как Казак-Кочердыкский сельсовет.
Указом Президиума Верховного Совета СССР от 6 февраля 1943 года район включён в состав вновь образованной Курганской области.
В годы Великой Отечественной войны 7 тысяч женщин Усть-Уйского района заменили ушедших на фронт мужчин: водили тракторы, вставали за штурвалы комбайнов, руководили хозяйствами. За годы Великой Отечественной войны в фонд обороны страны жителями Усть-Уйского района было собрано 3 млн рублей, отправлено более 20 тысяч посылок. Более 5,5 тысяч человек ушли на фронт из Усть-Уйского района, 3318 бойцов из них не вернулись. Более 1,5 тысяч фронтовиков награждены орденами и медалями, в том числе орденом Красного Знамени — 3 человека, орденом Красной звезды — 113 чел, орденом Славы — 39 человек, медалью «За боевые заслуги» — 150 человек, медалью «За отвагу» — 58 человек. Из ныне живущих 28 фронтовиков участвовали в освобождении Белоруссии, 8 человек брали Берлин.
Указом Президиума Верховного Совета РСФСР от 1 октября 1953 года центр района из села Усть-Уйского был перенесен в село Ново-Кочердык.
Указом Президиума Верховного Совета РСФСР от 14 июня 1954 года упразднены Новокочердыкский и Становской сельсоветы.
Решением Курганского облисполкома от 20 мая 1959 года упразднены Иванковский и Кременевский сельсоветы, Дулинский сельсовет переименован в Новокочердыкский сельсовет, Трёхозёрский сельсовет переименован во 	Фроловский сельсовет.

### 1962—1963 годы
Решением Курганского облисполкома № 418 от 17 октября 1962 года Усть-Уйский район переименован в Целинный район.

### 1963—1965 годы
Указом Президиума Верховного Совета РСФСР от 1 февраля 1963 года образован укрупненный Целинный сельский район с центром в селе Ново-Кочердык. В состав района вошло 23 сельсовета: Альменевский, Васькинский, Дубровинский, Заманилкинский, Иванковский, Казак-Кочердыкский, Казенский, Кислянский, Косолаповский, Луговской, Матвеевский, Новокочердыкский, Парамоновский, Половинский, Рачеевский, Рыбновский, Сетовский, Тузовский, Усть-Уйский, Фроловский, Чистовский, Шариповский, Юломановский.
Решением Курганского облисполкома от 18 февраля 1963 года село Ново-Кочердык переименовано в село Целинное.
Решением Курганского сельского облисполкома от 3 июня 1963 года упразднён Тузовский сельсовет.
Указом Президиума Верховного Совета РСФСР от 3 марта 1964 года Альменевский, Иванковский, Казенский, Парамоновский, Шариповский и Юломановский сельсоветы перечислены в Шумихинский сельский район; Рыбновский и Чистовский сельсоветы перечислены в Куртамышский сельский район.
Решением Курганского облисполкома от 29 июня 1964 года Новокочердыкский сельсовет переименован в Целинный сельсовет.

### С 1965 года
Указом Президиума Верховного Совета РСФСР от 12 января 1965 года Целинный сельский район преобразован в Целинный район.
Решением Курганского облисполкома от 17 мая 1965 года образован Южный сельсовет.
Решением Курганского облисполкома от 16 марта 1977 года образован Трёхозёрский сельсовет.
Постановлением Президиума Курганского областного Совета народных депутатов от 13 ноября 1991 года образованы Дулинский, Иванковский и Становской сельсоветы.
Законом Курганской области от 29 июня 2021 года № 73 в районе упразднены все сельсоветы, муниципальный район и входившие в его состав сельские поселения были преобразованы путём их объединения к 9 июля 2021 года в муниципальный округ.

## Население
| 1926    | 1939    | 1959    | 1970    | 1979    | 1989    | 2002    |
| ------- | ------- | ------- | ------- | ------- | ------- | ------- |
| 23 714  | ↗28 689 | ↗28 751 | ↗30 401 | ↘26 279 | ↘25 316 | ↘23 058 |
| 2009    | 2010    | 2011    | 2012    | 2013    | 2014    | 2015    |
| ↘19 821 | ↘17 187 | ↘17 121 | ↘16 546 | ↘16 065 | ↘15 768 | ↘15 443 |
| 2016    | 2017    | 2018    | 2019    | 2020    | 2021    |         |
| ↘15 237 | ↘15 130 | ↘14 874 | ↘14 511 | ↘14 244 | ↘12 434 |         |

### Национальный состав
По результатам переписи 2010 года: русские — 84,1 %, 
 татары — 6,1 % 
 казахи — 4,5 %, 
 украинцы — 2,4 %.
Основу русского старожильческого населения юга района составляют потомки оренбургского казачества. В сёлах Большое и Малое Дубровное, Трёхозёрки живут ичкинские татары. На территории Кислянского и некоторых других сельских советов проживают потомки немецких колонистов, украинских переселенцев. Казахское население представлено отдельными группами (семьями) в ряде сёл района. Последняя волна заселения района была в период освоения целины (отсюда и название района)

## Территориальное устройство
В рамках административно-территориального устройства, до 2021 года район делился на административно-территориальные единицы: 19 сельсоветов.
В рамках муниципального устройства, до 2021 года в одноимённый муниципальный район входили 19 муниципальных образований со статусом сельских поселений.
| №  | Бывшее муниципальное образование | Административный центр | Количество населённых пунктов | Население (чел.) | Площадь (км²) |
| -- | -------------------------------- | ---------------------- | ----------------------------- | ---------------- | ------------- |
| 1  | Васькинский сельсовет            | село Пески             | 3                             | ↘472             | 321,12        |
| 2  | Дубровинский сельсовет           | село Большое Дубровное | 2                             | ↘261             | 96,78         |
| 3  | Дулинский сельсовет              | село Дулино            | 2                             | ↘393             | 93,27         |
| 4  | Заманилкинский сельсовет         | село Заманилки         | 1                             | ↘384             | 186,62        |
| 5  | Иванковский сельсовет            | село Иванково          | 2                             | →173             | 83,53         |
| 6  | Казак-Кочердыкский сельсовет     | село Казак-Кочердык    | 2                             | ↘609             | 197,78        |
| 7  | Кислянский сельсовет             | село Кислянка          | 8                             | ↘1122            | 282,53        |
| 8  | Косолаповский сельсовет          | село Косолапово        | 3                             | ↘579             | 250,88        |
| 9  | Луговской сельсовет              | село Михалево          | 4                             | ↘641             | 327,54        |
| 10 | Матвеевский сельсовет            | село Матвеевка         | 1                             | ↘511             | 91,78         |
| 11 | Половинский сельсовет            | село Половинное        | 4                             | ↘1190            | 324,99        |
| 12 | Рачеевский сельсовет             | село Рачеевка          | 2                             | ↗216             | 89,43         |
| 13 | Сетовский сельсовет              | село Сетово            | 1                             | ↘186             | 119,42        |
| 14 | Становской сельсовет             | село Становое          | 1                             | ↗266             | 101,72        |
| 15 | Трёхозёрский сельсовет           | село Трёхозёрки        | 2                             | ↘104             | 106,10        |
| 16 | Усть-Уйский сельсовет            | село Усть-Уйское       | 3                             | ↘863             | 265,68        |
| 17 | Фроловский сельсовет             | село Фроловка          | 2                             | ↘315             | 235,35        |
| 18 | Целинный сельсовет               | село Целинное          | 1                             | ↘5066            | 8,31          |
| 19 | Южный сельсовет                  | село Костыгин Лог      | 4                             | ↘893             | 262,74        |

Законом Курганской области от 29 июня 2021 года, муниципальный район и все входившие в его состав сельские поселения были упразднены и преобразованы путём их объединения в муниципальный округ; помимо этого были упразднены и сельсоветы района как его административно-территориальные единицы.

## Населённые пункты
В Целинном районе  (муниципальном округе) 48 населённых пунктов (все — сельские).
| №  | Населённый пункт  | Тип     | Население | Бывшее муниципальное образование |
| -- | ----------------- | ------- | --------- | -------------------------------- |
| 1  | Белозерки         | деревня | ↘118      | Кислянский сельсовет             |
| 2  | Бердюгино         | деревня | ↘27       | Трёхозёрский сельсовет           |
| 3  | Большое Дубровное | село    | ↘333      | Дубровинский сельсовет           |
| 4  | Бухаринка         | деревня | ↘55       | Дулинский сельсовет              |
| 5  | Васькино          | деревня | ↘18       | Васькинский сельсовет            |
| 6  | Воздвиженка       | деревня | ↘223      | Половинский сельсовет            |
| 7  | Дудино            | деревня | ↘135      | Половинский сельсовет            |
| 8  | Дулино            | село    | ↘413      | Дулинский сельсовет              |
| 9  | Заманилки         | село    | ↘384      | Заманилкинский сельсовет         |
| 10 | Зелёная Сопка     | деревня | ↘149      | Южный сельсовет                  |
| 11 | Иванково          | село    | ↘206      | Иванковский сельсовет            |
| 12 | Исаково           | деревня | ↘11       | Рачеевский сельсовет             |
| 13 | Казак-Кочердык    | село    | ↘646      | Казак-Кочердыкский сельсовет     |
| 14 | Кислянка          | село    | ↘841      | Кислянский сельсовет             |
| 15 | Козыревка         | деревня | ↘13       | Иванковский сельсовет            |
| 16 | Косолапово        | село    | ↘571      | Косолаповский сельсовет          |
| 17 | Костыгин Лог      | село    | ↘833      | Южный сельсовет                  |
| 18 | Красный Октябрь   | деревня | ↘178      | Усть-Уйский сельсовет            |
| 19 | Кременевка        | деревня | ↘88       | Кислянский сельсовет             |
| 20 | Листвянка         | деревня | ↘216      | Косолаповский сельсовет          |
| 21 | Луговое           | село    | ↘131      | Луговской сельсовет              |
| 22 | Малое Дубровное   | деревня | ↘0        | Дубровинский сельсовет           |
| 23 | Мануйлово         | деревня | ↘82       | Кислянский сельсовет             |
| 24 | Марс              | деревня | ↘148      | Южный сельсовет                  |
| 25 | Матвеевка         | село    | ↘511      | Матвеевский сельсовет            |
| 26 | Михалево          | село    | ↘550      | Луговской сельсовет              |
| 27 | Моисеевка         | деревня | ↘45       | Кислянский сельсовет             |
| 28 | Молоденки         | деревня | ↘90       | Васькинский сельсовет            |
| 29 | Николаевка        | деревня | ↘84       | Кислянский сельсовет             |
| 30 | Одина             | деревня | ↘27       | Косолаповский сельсовет          |
| 31 | Патранино         | деревня | ↘167      | Кислянский сельсовет             |
| 32 | Первомайка        | деревня | ↘85       | Кислянский сельсовет             |
| 33 | Пески             | село    | ↘597      | Васькинский сельсовет            |
| 34 | Подуровка         | деревня | ↘163      | Усть-Уйский сельсовет            |
| 35 | Половинное        | село    | ↘989      | Половинский сельсовет            |
| 36 | Полынный Лог      | деревня | ↘96       | Луговской сельсовет              |
| 37 | Приозерная        | деревня | ↘104      | Казак-Кочердыкский сельсовет     |
| 38 | Пруды             | деревня | ↘96       | Южный сельсовет                  |
| 39 | Рачеевка          | село    | ↘283      | Рачеевский сельсовет             |
| 40 | Рыбное            | деревня | ↘242      | Фроловский сельсовет             |
| 41 | Сетово            | село    | ↘186      | Сетовский сельсовет              |
| 42 | Становое          | село    | ↗266      | Становской сельсовет             |
| 43 | Трёхозёрки        | село    | ↘160      | Трёхозёрский сельсовет           |
| 44 | Усть-Уйское       | село    | ↘819      | Усть-Уйский сельсовет            |
| 45 | Фроловка          | село    | ↘160      | Фроловский сельсовет             |
| 46 | Целинное          | село    | ↘4619     | Целинный сельсовет               |
| 47 | Чалкино           | деревня | ↘114      | Луговской сельсовет              |
| 48 | Чертово           | деревня | ↘30       | Половинский сельсовет            |

## Экономика
Крупнейшим предпринимателем Усть-Уйского района в начале XX века был Мартын Кузьмич Краснопеев (купец 1-й гильдии). Владел паровыми мельницами в станице Усть-Уйское и городе Щучье. Мука-крупчатка высшего сорта отправлялась в Санкт-Петербург, Ростов и за границу.
В 1920 году в Усть-Уйском районе появляются первые коллективные хозяйства. В 1931 году насчитывалось уже 71 хозяйство, наиболее крупной из которых являлась коммуна «Большевик». Это был колхоз — гигант, расположенный на территории в 60000 га, включающий в себя 1200 дворов. Почти в два раза увеличились посевные площади. Колхозы получили большое количество техники. Если в 1928 году они располагали лишь двумя тракторами, то в 1937 году работало уже 207 машин.
Одной из самых ярких страниц истории района остается целинная эпопея 1954—1960 годов. Именно в этот период были заложены самые лучшие трудовые традиции. В Целинный район прибыло тогда более 1,5 тысяч молодых людей из Курганской, Челябинской, Свердловской, Московской и других областей. В 1954 году в район поступило около 200 тракторов, 240 комбайнов, более 500 автомобилей, много другой техники, семян и т. д. Уже за 1954 год было распахано около 30 тысяч га земли, а всего к 1958 году освоено около 102 тысяч га целинных земель, что составляет 1/6 часть областной целины.
Около 4000 целинников награждены орденами и медалями, среди них 5 героев социалистического труда: П. Т. Кривоносов — комбайнер, Г. С. Дудин — председатель колхоза, И. Л. Драчёв — 1 секретарь РК КПСС, Н. П. Глебов — 1 секретарь РК КПСС, Н. К. Пересадило — механизатор. 35 целинников награждены орденом Ленина, 14 — орденом Октябрьской революции, 152 — орденом трудового Красного Знамени, около 2800 — медалью «За освоение целинных и залежных земель». Многие удостоены почетных званий. Среди них заслуженные механизаторы −7, агрономы — 1, учителя — 17, врачи — 2. Лауреатами премии имени Т. С. Мальцева стали 8 человек.
В настоящее время основу экономики Целинного района составляет сельскохозяйственное производство. Самые значительные по объёмам производимой продукции предприятия района — ГП ОПХ «Южное» и ЗАО «Куйбышевское», специализированные на выращивании крупного рогатого скота и зерновых культур. Промышленность представлена филиалом «Целинный» ОГУП Ирбитского молочного завода, выпускающим масло животное, сыры и цельномолочную продукцию.

## Пресса
23 декабря 1930 года вышел первый номер газеты «Вперед». В 1962 году газета переименована в «Голос целинника».
В 1998—2001 годах издавался ежемесячный информационный бюллетень «Гласность».

## Известные жители
- Герои Социалистического Труда, родившиеся на этой территории: Г.С. Дудин (1914—1976), Н.А. Зайцев (1936—2009), М.А. Захаров (род. 1931).

### Руководители органов исполнительной власти

#### Глава Администрации Целинного района
- 1996—2005 — Ведерников Василий Михайлович

#### Глава Целинного района
- 2005 — 14 ноября 2012 — Захаров Виктор Владимирович, досрочно прекратил полномочия[28]
- 14 ноября 2012 — 2013 — и. о. Шатских Виктор Васильевич
- 16 мая 2013 — 11 сентября 2018 — Семёнов Сергей Павлович
- 11 сентября 2018 — 27 июля 2020 — Светличный Иван Иванович, досрочно прекратил полномочия[29]
- 27 июля 2020 — 20 ноября 2020 — и. о. Сытов Александр Владимирович
- 20 ноября 2020 — 30 ноября 2022 — Сытов Александр Владимирович; с 23 ноября 2021— руководитель ликвидационной комиссии, юридическое лицо Администрация Целинного района (ИНН 4520002509) ликвидировано 30 ноября 2022 года.

#### Глава Целинного муниципального округа
21 декабря 2021 года зарегистрирована Администрация Целинного муниципального округа Курганской области (ИНН 4524097710)
- 17 декабря 2021 — 7 февраля 2023 — Сытов Александр Владимирович, досрочно прекратил полномочия[30]
- 7 февраля 2023 — 22 февраля 2023 — и. о. Акулова Людмила Витальевна, сложила полномочия[31]
- 22 февраля 2023 — 21 июля 2023 — и. о. Скоробогатов Пётр Иванович
- с 21 июля 2023 — Скоробогатов Пётр Иванович

### Руководители органов законодательной власти

#### Председатель Целинной районной Думы
Целинная районная Дума сформирована в 1996 году в соответствии с Законом Курганской области от 05 февраля 1996 года № 37 «О местном самоуправлении в Курганской области» и Законом Курганской области от 22 июля 1996 года № 67 «О выборах депутатов представительных органов местного самоуправления Курганской области». В соответствии с Уставом района были избраны 15 депутатов.
- I созыв (выборы 24 ноября 1996 — 2000) —
- II созыв (выборы 26 ноября 2000 — 2004) — Нагорный Виктор Борисович
- III созыв (выборы 28 ноября 2004 — 2010) — Оксюта Алексей Михайлович
- IV созыв (выборы 14 марта 2010 — 2015) — Мельников Сергей Михайлович
- V созыв (выборы 13 сентября 2015 — 2020)
  - 2015 — 27 июля 2020 — Бажитов Алексей Васильевич, досрочно прекратил полномочия
  - 27 июля 2020 — 2020 — и. о. Банщиков Александр Алексеевич
- VI созыв (выборы 13 сентября 2020 — 2021) — Томин Степан Юрьевич

#### Председатель Думы Целинного муниципального округа
- I созыв (выборы 31 октября 2021 — 2026) — Низамутдинов Хамит Равхатович